# Preis-Standard-Ansatz
Der Begriff Preis-Standard-Ansatz, auch Standard-Preis-Ansatz, bezeichnet umweltpolitische und -ökonomische Herangehensweisen, die erst Umweltziele politisch festlegen und dann mit marktwirtschaftlichen Instrumenten unter minimalen Kosten einzuhalten suchen. Preis-Standard-Ansätze verfolgen nicht das Ziel einer nach Kriterien der Wohlfahrtsökonomik optimalen Nutzung von Natürlichen Ressourcen, wie es zum Beispiel bei der Pigou-Steuer der Fall ist.
Herangehensweisen nach dem Preis-Standard-Ansatz sind generell zweistufig: In einem ersten Schritt setzt die Politik den ökologischen Standard, der in der Einhaltung von Umweltkennzahlen wie Emissionshöchstmengen oder Recyclingquoten bestehen kann. Die Zielgrößen liegen üblicherweise unter der Ist-Größe; sie zu verfolgen bedeutet, die zu begrenzende Größe für ökonomische Akteure zu verknappen. In einem zweiten Schritt wird pro Schadenseinheit eine Abgabe erhoben (Umweltabgabe) oder eine begrenzte, handelbare Menge eines Umweltgutes eingeführt (Emissionshandel). Teilnehmern auf Märkten wird die Knappheit durch Preise signalisiert, sie erhalten Anreize, die Nutzung bzw. den Verbrauch des Umweltgutes einzuschränken. Das Umweltziel wird in diesem Vorgehen exogen gesetzt, nur die Zielerreichung wird unter Gesichtspunkten von Kosteneffizienz bzw. Pareto-Optimierung den Märkten überlassen (vgl. Kosten-Wirksamkeits-Analyse).
Es handelt sich um eine sogenannte Second Best-Lösung, die externen Kosten werden in der Regel nicht exakt internalisiert. Damit unterscheiden sich Preis-Standard-Ansätze von Gedanken wie der Pigou-Steuer, die ökologische Ziele in die ökonomische Optimierung miteinbeziehen und eine vollständige Internalisierung der Kosten anstreben, aber ein kaum zu erfüllendes Informationsniveau des Staates und eine, auch ethisch, oft problematische Bewertung von Natur und Umwelt erfordern.
William J. Baumol und Wallace E. Oates schlugen den Preis-Standard-Ansatz als Alternative zur Pigou-Steuer in einem Fachartikel  aus dem Jahr 1971 vor (The Use of Standards and Prices for Protection of the Environment). Sie wollten die Informations- und Bewertungsprobleme vermeiden und kosteneffizient ökologische Ziele verfolgen, die aber nicht mehr Teil der Optimierung sind („efficiency without optimality“ – „Effizienz ohne Optimalität“). Sie betrachteten in diesem Aufsatz zunächst nur Gebühren und Umweltabgaben (charges and standard). Den später von ihnen betrachteten Einsatz von Emissionshandelssystemen nannten sie permits and standard.
Während Umweltabgaben immer zu den Preis-Standard-Ansätzen gezählt werden, handhaben Autoren die Einordnung von Emissionshandelssystemen sehr unterschiedlich:
- Baumol und Oates (1971) folgend werden oft nur Abgaben als Preis-Standard-Ansatz oder, synonym, Standard-Preis-Ansatz bezeichnet und Emissionshandelssysteme nicht dazu gezählt.[3]
- Manche Autoren verwenden für Emissionshandelssysteme den Begriff Standard-Mengen-Ansatz, denn im Emissionshandel ist eine festgelegte Menge handelbarer Zertifikate, ein sogenannter Cap, der direkt im Markt gesetzte Standard.[4]
- Einzelne Autoren fassen sowohl Abgabenlösungen als auch Emissionshandel als Preis-Standard-Ansätze auf.[5]
- Einzelne Autoren kennzeichnen durch die Reihenfolge der Teilwörter, welche Größe durch die Politik im Markt gesetzt wird: Preis-Standard-Ansatz entspricht der üblichen Verwendung, die Politik legt einen Preis, die Höhe einer Abgabe, fest, und strebt so indirekt, über den Markt, den Standard als Mengenziel an. Standard-Preis-Ansatz hingegen bedeutet in diesem Fall, dass die Politik den Standard als Höchstmenge festlegt und sich der Preis unter Einhaltung der Höchstmenge auf dem Markt bildet – wie es auf den Emissionshandel zutrifft.[6]

Klassisches Beispiel für eine Maßnahme nach dem Preis-Standard-Ansatz ist der Clean Air Act, ein Luftreinhaltegesetz der USA. Die US-Umweltbehörde Environmental Protection Agency (EPA) legte zunächst maximale Konzentrationen für Luftschadstoffe fest. Dann entwickelte sie einen regulatorischen Ansatz, um diese Ziele einzuhalten.